# Tres veces Ana (telenovela)
Tres veces Ana —estilizado como Tr3s veces Ana— es una telenovela producida por Angelli Nesma Medina para Televisa, emitida en el 2016. Es una versión de la historia creada por Jorge Lozano Soriano en 1995, Lazos de amor, siendo adaptada por Juan Carlos Alcalá.
Se estreno primero en los Estados Unidos, a través de Univision el 23 de mayo de 2016 y finalizó el 24 de octubre del mismo año. Mientras que después se estrenó en México, a través de Las Estrellas el 22 de agosto de 2016 en sustitución de Sueño de amor, y finalizó el 22 de enero de 2017 siendo reemplazado por El Bienamado, con 111 episodios emitidos debido a la censura implementada en algunas escenas y el recorte de episodios en México.
Está protagonizada por Angelique Boyer, Sebastián Rulli, David Zepeda y con Pedro Moreno como el villano principal. Acompañados por Eric del Castillo, Susana Dosamantes, Blanca Guerra y Ramiro Fumazoni.

## Trama
Las trillizas Ana Lucía, Ana Leticia y Ana Laura Álvarez del Castillo (Angelique Boyer), son hermanas idénticas con personalidades muy diferentes. La historia comienza veinte años atrás, cuando Ana Leticia provocó involuntariamente la muerte de sus padres en un accidente de coche al querer quitarle el volante a su padre debido a un ataque de impertinencia. Se creía que Ana Lucía se había ahogado en el río en el que cayó el automóvil familiar y solo sobrevivieron Ana Leticia y Ana Laura. La lugareña Soledad Hernández (Blanca Guerra), que sufría la pérdida de su hija pequeña, encuentra a Ana Lucía en el río y la cría como propia. Ana Lucía crece sin saber nada de sus verdaderos orígenes. Fue criada como una mujer libre pero compasiva, que ama a sus amigos y a su familia, especialmente a su madre adoptiva.
Mientras tanto, Ana Laura es una chica dulce pero tranquila y solitaria que quiere encontrar a su hermana desaparecida, negándose a creer que está muerta. Ha perdido una pierna en el accidente de coche, lo que le ha provocado un complejo de inferioridad. Se enamora de Ramiro, que también la ama, pero ella no se siente merecedora de su amor y piensa que él solo siente pena por ella debido a su discapacidad. Junto a Ana Laura, Ana Leticia vive en la mansión de los Rivadeneira. Parece que Ana Leticia fue la única que salió ilesa del accidente, pero en realidad es una mujer trastornada para toda la vida debido a su secreto —su participación en el accidente de hace años—. A diferencia de Ana Laura, Ana Leticia es una narcisista. Es glamurosa, egoísta y manipuladora, siempre necesita ser el centro de atención, especialmente con su abuela, Ernestina (Susana Dosamantes) —que también cree que Ana Lucía está viva—, y su tío adoptivo, Mariano (Ramiro Fumazoni) —del que Ana Leticia está secretamente enamorada—, los tutores de las gemelas.
Ana Leticia se alía con Iñaki (Pedro Moreno), que se convierte en su cómplice en sus malvados planes y engaños. En San Nicolás, Ana Lucía conoce a Santiago García (Sebastián Rulli), la cual, su verdadero nombre es en realidad Marcelo Salvaterra, pero tuvo un accidente provocado por su enemigo, Evaristo Guerra (Eric del Castillo) por orden de Ana Leticia, su esposa 3 años antes, y como resultado, no recuerda su verdadera identidad ni su pasado y se le da por muerto. Dado un hogar por Remedios, Santiago lleva una vida ordinaria como taxista y tiene sueños con Ana Leticia, pero su rostro está borroso. Soledad no quiere que Ana Lucía se acerque a Santiago, debido a que Marcelo la amenazó antes del accidente, y se separan. Lucía y Soledad llegan a Ciudad de México, donde conocen a Remedios y se cruzan inesperadamente con Santiago. Ramiro, el mejor amigo de Marcelo, lo encuentra con Ana Lucía. Remedios llega a conocer el secreto de Soledad pero se mantiene en silencio. Los lazos de sangre acabarán uniendo a las hermanas, entrelazando sus vidas de forma inesperada, volviendo a unir lo que antes estaba separado.

## Reparto

### Principales
- Angelique Boyer interpretó a las trillizas:
  - Ana Lucía Hernández / Ana Lucía Álvarez del Castillo Rivadeneira
  - Ana Leticia Álvarez del Castillo Rivadeneira
  - Ana Laura Álvarez del Castillo Rivadeneira
- Sebastián Rulli como Santiago García / Marcelo Salvaterra
- David Zepeda como Ramiro Fuentes
- Susana Dosamantes como Ernestina Rivadeneira
- Blanca Guerra como Soledad Hernández
- Pedro Moreno como Iñaki Nájera
- Eric del Castillo como Evaristo Guerra
- Ana Bertha Espín como Remedios García
- Leticia Perdigón como Doña Chana
- Nuria Bages como Leonor Muñoz
- Luz María Jerez como Julieta de Escárcega
- Monika Sánchez como Viridiana Betancourt
- Otto Sirgo como Rodrigo Casasola
- Carlos de la Mota como Valentín Padilla Lazcano
- Antonio Medellín como Isidro Sánchez
- Roberto Ballesteros como Tadeo Nájera
- Sachi Tamashiro como Maribel Alfaro
- Alfredo Gatica como Orlando Navarro
- Alan Slim como Javier Nájera
- Ramiro Fumazoni como Mariano Álvarez del Castillo

### Recurrentes e invitados especiales
- Olivia Bucio como Nerina Lazcano vda. de Padilla
- Laisha Wilkins como Jennifer Corbalán
- Alfonso Iturralde como Bernardo
- Eddy Vilard como Daniel Escárcega
- Lucero Lander como Miranda
- Arsenio Campos como Sandro Escárcega
- Rolando Brito como Edmundo Fuentes
- Fabián Pizzorno como Facundo Salvaterra
- Raúl Magaña como Ignacio Álvarez del Castillo
- Ricardo Barona como Alfredo
- Jackie Sauza como Lourdes Rivadeneira de Álvarez del Castillo
- Nataly Umaña como Gina
- Vanessa Angers como Valeria
- Maru Dueñas como Cecilia
- Adriana Ahumada como Susy
- Archie Lafranco como Samuel
- Ricardo Kleinbaum como Aníbal Ortiz
- José Montini como El Curvas
- Anahí Fraser como Claudia

## Producción
El 4 de noviembre de 2015, el actor y cantante Alex Sirvent, fue confirmado para componer la música original de la telenovela y durante el proceso de casting y preproducción de la telenovela, el título provisional inicialmente era conocida Como tres gotas de agua. El 22 de diciembre de 2015, la actriz Angelique Boyer confirmó a través de su cuenta oficial de Twitter, que el título de la telenovela sería Frente al mismo rostro.
La producción de la telenovela inició grabaciones el 19 de enero de 2016, con una misa oficiada en el foro 8 de Televisa San Ángel, la cual estuvo presente todo el equipo de producción y el reparto. En marzo de 2016. se cambió nuevamente el título, pasando a ser oficialmente como Tres veces Ana. La producción finalizó grabaciones el 30 de septiembre de 2016.

## Audiencias
Audiencia en Estados Unidos
| Temporada | Horario (ET/CT)        | Episodios | Primera emisión    | Primera emisión      | Última emisión        | Última emisión       | Promedio de espectadores (millones) |
| Temporada | Horario (ET/CT)        | Episodios | Fecha              | Audiencia (millones) | Fecha                 | Audiencia (millones) | Promedio de espectadores (millones) |
| --------- | ---------------------- | --------- | ------------------ | -------------------- | --------------------- | -------------------- | ----------------------------------- |
| 1         | Lunes a viernes 9pm/8c | 123       | 23 de mayo de 2016 | 2.27                 | 24 de octubre de 2016 | 1.32                 |                                     |

Audiencia en México
| Temporada | Horario (CT)                                                                     | Episodios | Primera emisión      | Primera emisión      | Última emisión      | Última emisión       | Promedio de espectadores (millones) |
| Temporada | Horario (CT)                                                                     | Episodios | Fecha                | Audiencia (millones) | Fecha               | Audiencia (millones) | Promedio de espectadores (millones) |
| --------- | -------------------------------------------------------------------------------- | --------- | -------------------- | -------------------- | ------------------- | -------------------- | ----------------------------------- |
| 1         | Lunes a viernes 20:00 - 21:00 h. (eps. 1-110) Domingo 20:30 - 22:30 h. (ep. 111) | 111       | 22 de agosto de 2016 | 1.7                  | 22 de enero de 2017 | —                    |                                     |

Notas
1. ↑  Millones de televidentes en adultos de 18–49 años.

## Premios y nominaciones

### Premios TVyNovelas 2017
| Categoría                  | Nominados                           | Resultados |
| -------------------------- | ----------------------------------- | ---------- |
| Mejor actriz protagónica   | Angelique Boyer                     | Ganadora   |
| Mejor actor protagónico    | Sebastián Rulli                     | Ganador    |
| Mejor primera actriz       | Blanca Guerra                       | Nominada   |
| Mejor primer actor         | Eric del Castillo                   | Nominado   |
| Mejor actriz juvenil       | Sachi Tamashiro                     | Nominada   |
| Mejor actriz de reparto    | Laisha Wilkins                      | Nominada   |
| Mejor actor de reparto     | Otto Sirgo                          | Nominada   |
| Mejor dirección de cámaras | Manuel Barajas y Armando Zafra      | Nominados  |
| Mejor dirección de escena  | Claudio Reyes Rubio y Sergio Cataño | Nominados  |
| Mejor tema musical         | «Se puede amar» (Pablo Alborán)     | Ganador    |
| Mejor reparto              | Angelli Nesma Medina                | Nominada   |